# North Aston
North Aston är en by och civil parish ca 7,5 km söder om Banbury och 10 km norr om Oxford. Det finns ett engelskt country house, North Aston Hall, vid Church of Englands församlingskyrka Jungfru Maria.